# 普里什布 (希沙基區)
49°52′27″N 34°8′30″E / 49.87417°N 34.14167°E
普里希布（羅馬化：Pryshyb）是位於烏克蘭中部波爾塔瓦州米爾霍羅德區的村莊，處於赫魯茨卡霍夫特瓦河畔，分別距離列格伊季0.5公里和基謝利哈2公里，海拔高度120米，2001年人口703。